# Gyrotaenia crassifolia
Gyrotaenia crassifolia là loài thực vật có hoa trong họ Tầm ma. Loài này được (Wedd.) Urb. mô tả khoa học đầu tiên năm 1918.